# T.O.S: Terminate on Sight
T.O.S: Terminate on Sight är det andra studioalbumet av rapgruppen G-Unit. Det var gruppens första album på fem år, sedan deras senaste album Beg for Mercy. Titeln på albumet var ursprungligen Shoot to Kill och senare Lock & Load, fast det slutgiltiga namnet blev Terminate on Sight. Albumet var ursprungligen planerad att släppas den 24 juni 2008, men släpptes istället den 1 juli.

## Låtlista
| Nr | Titel                                                                            | Producent(er)            | Längd |
| -- | -------------------------------------------------------------------------------- | ------------------------ | ----- |
| 1  | "Straight Outta Southside" " (50 Cent, Lloyd Banks & Tony Yayo)                  | Ron Browz                | 2:36  |
| 2  | "Piano Man" (50 Cent, Lloyd Banks, Tony Yayo & Young Buck)                       | Tha Bizness              | 3:21  |
| 3  | "Close to Me" (50 Cent, Lloyd Banks & Tony Yayo)                                 | Dangerous LLC            | 4:18  |
| 4  | "Rider Pt. 2" (50 Cent, Lloyd Banks, Tony Yayo & Young Buck)                     | Rick Rock                | 2:48  |
| 5  | "Casualties of War" (50 Cent, Lloyd Banks & Tony Yayo)                           | Ky Miller                | 3:19  |
| 6  | "You So Tough" (50 Cent, Lloyd Banks & Tony Yayo)                                | Ky Miller                | 3:46  |
| 7  | "No Days Off" (50 Cent, Tony Yayo, Lloyd Banks & Young Buck)                     | Dual Output              | 3:54  |
| 8  | "T.O.S. (Terminate on Sight)" (50 Cent, Lloyd Banks & Tony Yayo)                 | Ty Fyffe                 | 4:11  |
| 9  | "I Like the Way She Do It" (50 Cent, Tony Yayo, Lloyd Banks & Young Buck)        | Street Radio Inc         | 3:52  |
| 10 | "Kitty Kat" (50 Cent, Lloyd Banks & Tony Yayo)                                   | Hit-Boy                  | 3:48  |
| 11 | "Party Ain't Over" (50 Cent, Tony Yayo, Lloyd Banks & Young Buck)                | Damien Taylor            | 3:30  |
| 12 | "Let It Go" (50 Cent, Lloyd Banks, Tony Yayo feat. Mavado)                       | Don Cannon               | 3:06  |
| 13 | "Get Down" (50 Cent, Lloyd Banks & Tony Yayo)                                    | Swizz Beatz              | 3:47  |
| 14 | "I Don't Wanna Talk About It" (50 Cent, Tony Yayo & Lloyd Banks)                 | Jesse "Corparal" Wilson  | 4:34  |
| 15 | "Ready or Not" (Lloyd Banks & Tony Yayo)                                         | Jake One                 | 3:38  |
| 16 | "Money Makes the World Go Round" (Lloyd Banks & Tony Yayo)                       | Ron Browz                | 4:14  |
| 17 | "Chase Da Cat" (Bonus track) (50 Cent, Lloyd Banks & Tony Yayo (intro av Eminem) | Kadis & Sean "The Chase" | 3:43  |